# Watertoets
De watertoets is een beoordeling die overheden moeten maken voor zij toestemming kunnen verlenen voor het verkavelen of bebouwen van gronden. De watertoets bestaat zowel in Nederland als in Vlaanderen.

## Vlaanderen
De watertoets is in Vlaanderen sinds juli 2003 verplicht via het decreet op het integraal waterbeleid.
Tijdens de watertoets dient de vergunningverlenende overheid na te gaan of de gronden wel geschikt zijn om te bebouwen. Deze verplichting is ook van toepassing op percelen die op het gewestplan aangeduid zijn als woonzone.

### Juridisch
In 2005 proberen twee VZW's die fungeren als belangengroep van eigenaars het decreet te laten vernietigen door het Arbitragehof omdat het in strijd zou zijn met de Grondwet en het Europees Verdrag voor de Rechten van de Mens. In een arrest van 18 februari 2005
verwerpt het Arbitragehof echter deze vraag. Tevens bepaalt het hof dat een weigering van een vergunning in het kader van de watertoets moet worden beschouwd als een door de overheid in het algemeen belang opgelegde beperking waarbij de overheid niet gehouden is tot schadeloosstelling.

### Toepassing van de watertoets
Ondanks de goede bedoelingen van de Vlaamse wetgever om het verkavelen van overstromingsgebied te voorkomen zijn de lokale vergunningverlenende overheden die de watertoets moeten uitvoeren vaak geneigd om tegen beter weten in hun goedkeuring te verlenen. Meer woningen betekent immers meer inkomsten voor de gemeente. In mei 2006 verzamelde de Bond Beter Leefmilieu (BBL) een aantal goede en slechte voorbeelden over de toepassing van de watertoets op hun website met de bedoeling te kunnen wegen op het beleid en te waken over de correcte toepassing. Zo werd er begin 2006 voor een verkaveling van drassige percelen in Walem door de gemeente geen watertoets gedaan. Na protest van de buurt besliste de provinciale dienst AROHM-stedenbouw toch een watertoets uit te voeren. Hieruit bleek dat het perceel gelegen was in recent overstromingsgebied (ROG).

### Voorontwerp
Om rechtsonzekerheid te vermijden pakt de Vlaamse overheid in juni 2006 uit met een nieuw voorontwerp van decreet in verband met de watertoets. Het bevat zeer concrete regels voor de uitvoering van de watertoets door overheden (bijvoorbeeld gemeentes).
Een overstomingsgevoelig gebied wordt gedefinieerd als "een op kaart aangeduid gebied waar overstromingen kunnen worden verwacht of, voor de gebieden die niet op kaart zijn aangeduid, een gebied dat in het verleden meermaals is overstroomd en waar redelijkerwijs nieuwe overstromingen kunnen worden verwacht". Hierdoor kan een gemeente zich niet langer verbergen achter het feit dat het gebied (nog) niet op de overstromingskaarten staat en tegelijk harde bewijzen zoals overstromingsfoto's naast zich neer leggen.
Er komen beoordelingsschemas die de gemeente moet doorlopen. Deze beoordelingsschema's geven onder andere aan dat van zodra er reliëfwijzigingen, zoals ophogingen, gepland zijn in overstomingsgevoelig gebied, er altijd een wateradvies gevraagd moet worden aan de bevoegde instantie. Er is nu ook een duidelijke omschrijving van de instanties aan wie de gemeente advies dient te vragen in het kader van de watertoets. Dit moet vermijden dat gemeentes alleen maar advies vragen aan instanties waarvan zij geen bezwaren verwacht of die niet bevoegd zijn voor de watertoets.
De gemeente dient geval per geval haar beslissing in verband met de watertoets duidelijk te motiveren in een zogenoemde waterparagraaf. Een standaardformulering volstaat niet meer.

## Nederland

### Historie en achtergrond
In Nederland is de watertoets een instrument dat waterhuishoudkundige belangen expliciet en op evenwichtige wijze laat meewegen bij het opstellen van ruimtelijke plannen en besluiten.
De watertoets is ingevoerd op advies van de Commissie Waterbeheer 21ste Eeuw. De toets is daarna verankerd in de Waterwet, maar vooral in de Wet Ruimtelijke Ordening. Het is niet een toets achteraf, maar een proces dat de initiatiefnemer van een ruimtelijk plan en de waterbeheerder met elkaar in gesprek brengt in een zo vroeg mogelijk stadium. Het is dus verplicht om de waterbeheerder (meestal het Waterschap) hierbij te betrekken.
Sinds de inwerkingtreding van de Omgevingswet (2024) vervangt het begrip ‘weging van het waterbelang‘ de watertoets. Het doel blijft hetzelfde, namelijk het rekening houden met de gevolgen voor het beheer van watersystemen.

### Procedure
De watertoets bestaat uit twee onderdelen:
- de verplichting aan initiatiefnemers van ruimtelijke plannen om de waterbeheerder vroegtijdig in de planvorming te betrekken en
- de verplichting aan initiatiefnemers van ruimtelijke plannen om in hun plan verantwoording af te leggen over de manier waarop omgegaan is met de inbreng van de waterbeheerder. Dit laatste gebeurt doorgaans in de waterparagraaf bij het betreffende plan.

De initiatiefnemer zal meestal een gemeente zijn, omdat het ruimtelijke plan zal leiden tot een gemeentelijk bestemmingsplan.
De watertoets leidt tot een waterparagraaf in de toelichting van het bestemmingsplan. Bestuurlijk gaat er een grote kracht uit van de watertoets, dat een goed overleg en een goede afstemming veronderstelt tussen gemeente en waterschap. Afwijken van het advies van de waterbeheerder vraagt om een goede motivering. Daarom is het niet altijd nodig dat alle afspraken ook juridisch bindend in het bestemmingsplan worden opgenomen.

### Uitvoering
Voor het maken van een eenvoudige watertoets was er een interactieve website beschikbaar, die in opdracht van de Waterschappen door het kadaster gemaakt.  Sinds de inwerkingtreding van de Omgevingswet vervangt het begrip ‘weging van het waterbelang‘ de watertoets. Het doel blijft hetzelfde, namelijk het rekening houden met de gevolgen voor het beheer van watersystemen. Het informatiepunt leefomgeving geeft de methodiek hiervoor.
Voor uitgebreide plannen of grote wijzigingen is over het algemeen een uitgebreid overleg tussen de initiatiefnemer (gemeente) en de waterbeheerder (waterschap) nodig.